# Iberosauripus
Iberosauripus es un icnogénero de icnitas de dinosaurio que data de un periodo de intervalo entre el Jurásico superior y el Cretácico inferior.
Este tipo de icnitas fueron producidas por un dinosaurio terópodo de gran tamaño, aunque los expertos no se ponen de acuerdo en qué tipo de dinosaurio fue el que las produjo, a lo largo de los años se ha llegado a proponer varias opciones, entre ellas que pudo haber sido producidas por un megalosáurido, un alosáurido o un carcarodontosáurido. Las icnitas de 
Iberosauripus fueron descubiertas en 2005, en la Formación El Castellar, en la provincia española de Teruel. Posteriormente se han encontrado icnitas similares en la provincia de La Rioja (España) y posiblemente en la región del Turquestán Oriental.
El rastro en el que se encuentra la icnita se extiende a lo largo de 13 metros. Está formado por huellas tridáctilas que fueron impresas en un lodo húmedo que ahora es una dura roca calcárea por un gran dinosaurio carnívoro.